# Салют морської піхоти
Салют морської піхоти (англ. Salute to the Marines) — американська військова комедія режисера C. Сільвана Сімона 1943 року.

## У ролях
- Воллес Бірі — сержант-майор Вільям Бейлі
- Фей Бейнтер — Дженні Бейлі
- Реджинальд Оуен — містер Генрі Каспар
- Рей Коллінз — полковник Джон Мейсон
- Кей Люк — «Флеші» Логаз
- Мерилін Максвелл — Гелен Бейлі
- Вільям Ландіген — Руфус Клівленд
- Дональд Кертіс — Рендалл Джеймс
- Ной Бірі — ад'ютант
- Дік Кертіс — капрал Мослі
- Расселл Глісон — рядовий Генкс
- Роуз Гобарт — місіс Карсон